# فدوى عابد
فدوى عابد ممثلة مصرية. تخرجت في كلية تربية فنية جامعة حلوان.

## أعمالها

### الأفلام
| سنة الإنتاج | اسم الفيلم | الشخصية | بمشاركة                                                     |
| ----------- | ---------- | ------- | ----------------------------------------------------------- |
| 2023        | 2023: 19 ب |         | - سيد رجب - أحمد خالد صالح - ناهد السباعي - صبري عبد المنعم |
| 2022        | يوم وليلة  | عاليا   | - خالد النبوي - أحمد الفيشاوي - درة - حنان مطاوع            |

### المسلسلات2025 عايشة الدور
●2025 اشغال شقه جدا
● 2023 صوت وصوره
- 2023 مذكرات زوج[3]
- 2022 بيت فرح
- 2022 وش وضهر[4]
- 2017 سابع جار[5]

## وصلات خارجية
- فدوى عابد على موقع IMDb (الإنجليزية)
- فدوى عابد على موقع الدهليز
- فدوى عابد على موقع قاعدة بيانات الأفلام العربية
- فدوى عابد على موقع قاعدة بيانات الفيلم (الإنجليزية)